# Londéla-Kayes (district)
Le district de Londéla-Kayes est un district du département du Niari en république du Congo, ayant pour chef-lieu la ville de Londéla-Kayes.